# Robinie
Robinie (Robinia) er en lille planteslægt, der er udbredt i Nordamerika. Her nævnes kun de arter, som ses jævnligt i Danmark.
| Arter |

- Almindelig robinie (Robinia pseudoacacia) eller Uægte Akacie
- Klæbrig robinie (Robinia viscosa)
- Rosenrobinie (Robinia hispida)